# Uta-napišti
Uta-napišti (Uta-napischti, Utnapischtim) ist der auserwählte Held in der ersten und elften Tafel der sumerisch-babylonischen Flut-Erzählung im Gilgamesch-Epos, das letztmals Sin-leqe-unninni um 1200 v. Chr. überarbeitete. 
Der Name Uta-napišti beruht auf dem sumerischen Ziusudra und bedeutet „Ich habe mein Leben gefunden“. Er wird auch „Überaus Weiser, Sohn des Ubar-Tutu“ genannt. Nach der Großen Flut gelangte Uta-napišti mit seiner Frau auf Beschluss des Götterrates auf eine Insel „in der Ferne“, weshalb er auch in der ersten Tafel des Gilgamesch-Epos mit der Bezeichnung „Uta-napišti, der Ferne“ auftaucht. „Ein Menschenkind war zuvor Utnapištim; uns Göttern gleiche fortan Utnapištim und sein Weib!“ Sie sollten fern an der Ströme Mündung wohnen.

## Analogien
Die Noah-Erzählung der Bibel zeigt Ähnlichkeiten mit Utnapischtim und dem Atraḫasis-Epos.